# لرزه‌یاب

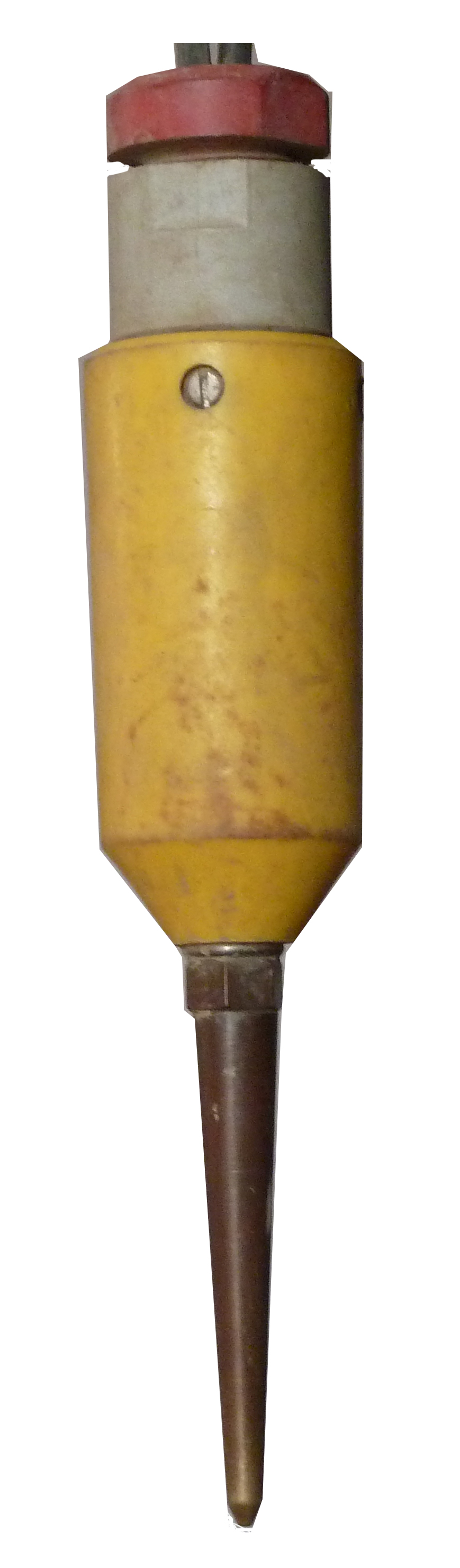
لرزه‌یاب (SM-24)، باند فرکانسی ۱۰ هرتز تا ۲۴۰ هرتز، مقاومت استاندارد ۳۷۵ Ω

لرزه‌یاب یا ژئوفون (انگلیسی: Geophone) وسیله‌ای است که جنبش زمین (سرعت) را به ولتاژ تبدیل می‌کند که ممکن است در یک ایستگاه، ضبط شود. انحراف معیار این ولتاژ اندازه‌گیری شده از خط مبنا را پاسخ لرزه‌ای می‌گویند و از آن برای تحلیل ساختار زمین استفاده می‌شود.

## ریشه‌شناسی
اصطلاح ژئوفون از واژه یونانی "γῆ (ge)" به معنای زمین و "phone" به معنای صدا گرفته شده‌است.

## ساختار
لرزه‌یاب‌ها از لحاظ تاریخی دستگاه‌های آنالوگ غیرفعال بوده‌اند و معمولاً شامل یک سیم‌پیچ سیم فنری است که در میدان آهنربای دائمی نصب‌شده روی جعبه حرکت می‌کند تا سیگنال الکتریکی تولید کند. طراحی‌های جدید این وسیله بر پایه فناوری سامانه میکرو الکترومکانیکی (MEMS) است که از طریق یک مدار بازخورد فعال برای حفظ موقعیت یک قطعه کوچک سیلیکون، پاسخ الکتریکی به جنبش زمین ایجاد می‌کند.
پاسخ لرزه‌یاب سیم‌پیچی/آهنربایی متناسب با سرعت زمین است، در حالی که دستگاه‌های بر پایه MEMS معمولاً متناسب با شتاب زمین پاسخ می‌دهند. فناوری MEMS سطح نویز بسیار بالاتری (سرعت ۵۰ دسی‌بل بالاتر) نسبت به لرزه‌یاب‌ها دارد و و فقط می‌توان از آن در جنبش‌های قوی یا برنامه‌های لرزه ای فعال استفاده کرد.